# Monastero di San Quirico
Il monastero di San Quirico era un complesso 
ecclesiastico benedettino situato alle pendici del Poggio Tondo sul promontorio di Piombino, non distante dalla cala omonima e dall’antica città di Populonia. L’attività di questo monastero durò fino agli ultimi anni del Cinquecento, dopodiché fu abbandonato dai monaci e fu adibito a stalla. 
Nel 2002  indagini archeologiche presiedute dal Dipartimento di Archeologia Medievale dell’Università degli Studi di Siena e dall’Università Ca’ Foscari di Venezia hanno portato alla luce diverse aree del monastero, coperte da vegetazione e terra.

## Storia

### Le origini
La chiesa di San Quirico venne fondato in epoca imprecisata, da monaci eremiti che seguivano la regola cenobitica di Pacomio. 
Il monastero venne edificato negli anni quaranta dell'XI secolo, nei pressi dell'antica chiesa documentata come ancora esistente nel secolo precedente. L’abate Agostino Cesaretti, che visitò la zona nel 1779, nella sua Memoria per servire alla storia della Diocesi di Massa e di Populonia afferma che la chiesa di San Quirico esisteva già nel 923 e che lì, oltre a pregare, si veniva battezzati e si amministravano i sacramenti. 
Per oltre un secolo non si hanno altre notizie del monastero, ma grazie al Cartulario del Monastero di San Quirico di Populonia - un insieme di sette pergamene che descrivono con 50 documenti affitti, cessioni, donazioni ecc.- si riesce a colmare l’intervallo di tempo che va dal 1029 al 1131.
Nel Cartulario i primi documenti testimoniano soltanto l'esistenza della chiesa dal 1029 al 1044, ma nel documento del 3 gennaio 1049 viene nominato per la prima volta anche il monastero.

### Il monastero dal XI al XVIII secolo
Con il passare degli anni il prestigio e la ricchezza del monastero crebbe per merito delle cospicue donazioni delle famiglie signorili del tempo tra cui si distinguono alcuni membri della famiglia Aldobrandeschi. I monaci di San Quirico divennero così possessori di molti beni e, per timore che i loro possedimenti attraessero la cupidigia di alcuni vescovi, essi posero il loro monastero sotto la protezione della Sede Apostolica, dipendendo così unicamente dalla sua autorità.                                                                                                     
Infatti nel 1143 Papa Celestino II, con bolla originale e Concistoriale, riferita da Ferdinando Ughelli , diretta all’abate del monastero, ne prese la tutela e protezione, confermando tutti i beni che al tempo formavano il patrimonio dei monaci. 
Questo periodo aureo del monastero non durò molto: nel corso del Duecento si hanno i primi sintomi di crisi economica e vocazionale. 
Nel 1517 gli Appiani, Signori di Piombino, ebbero da parte di Papa Leone X il giuspatronato di alcune chiese, tra cui anche il monastero di San Quirico. Nel secolo XVI seguono poche notizie relative al monastero a parte alcuni atti notarili fatti in loco nel 1550, quando la chiesa doveva essere ancora efficiente. Il Vescovo della Diocesi di Massa Marittima-Piombino, Ventura Buralini, effettuò una visita pastorale nel 1567 e annotò che l’abazia, pur non essendo del tutto abbandonata, era coperta di rovi e spini. Questa fu l’ultima visita pastorale documentata; successivamente il luogo fu frequentato da animali selvatici e uomini che hanno lasciato tracce di fuochi. 
Nel 1779 il sito fu visitato dall'abate e storico Agostino Cesaretti, che descrive il luogo come desolato, caratterizzato dalle rovine di chiesa, monastero e torre.

## Struttura
I resti del complesso monastico, dopo che gli scavi archeologici del 2002 hanno liberato il sito dalla vegetazione e dai numerosi crolli, definiscono uno spazio regolarmente articolato intorno ad un cortile centrale di forma approssimativamente quadrangolare.  
Nell’angolo nord-orientale si trova ubicata la chiesa, disposta in senso est-ovest, ad aula unica rettangolare, con presbiterio triabsidato aggettante. Limitrofi alla chiesa, verso est, vi sono due ambienti le cui occupazioni sono databili tra il XIV e il XVIII secolo che dovrebbero coincidere con la sala capitolare. 
Il corpo di fabbrica meridionale era probabilmente composto da strutture di servizio per lo stoccaggio dei beni, come magazzini, o da ambienti destinati ad attività artigianali. Non distante dalla chiesa nella parte occidentale sorge un'imponente struttura di forma quadrangolare, la torre, che fungeva da postazione di avvistamento. 
A sud del complesso, ad una quota leggermente inferiore, si trova un’area pianeggiante destinata a possibili attività metallurgiche oppure adibita ad orto. L’approvvigionamento idrico al monastero era garantito da un pozzo situato al centro del cortile, profondo 17 metri con un diametro di 55 cm, internamente rivestito con conci squadrati.

## Il recupero del monastero

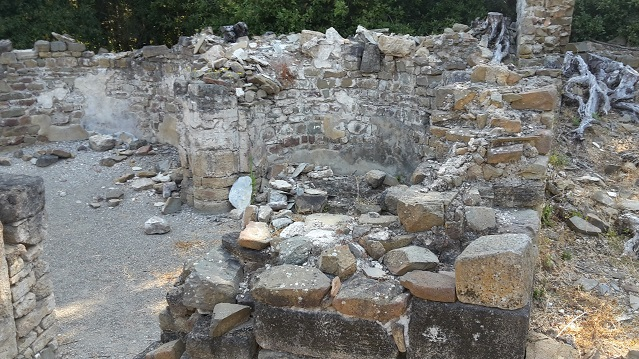
entrata della chiesa e vista dell'abside

Le indagini archeologiche hanno restituito vari oggetti ed elementi. Nel chiostro sono stati ritrovati, a causa del crollo del porticato e delle celle abitative sovrastanti, piccole colonne levigate, in alcuni casi anche tortili, scanalate, con elementi zoomorfi, cornici modanate, elementi vegetali vari e capitelli. Le sculture con protomi zoomorfe raffigurano una leonessa, un lupo, un cane, un ariete, un grifo, un vitello e un anguiforme (probabilmente un serpente) avvolto ad una colonnina.  
I resti delle colonne ritrovate, probabilmente quelle che sostenevano il porticato del chiostro, sono composte da marmo bianco a grana grossa. Sono stati recuperati anche numerosi elementi di reimpiego, di età classica e più tarda: epigrafi funebri e simboli cristiani, frammenti di sarcofago scanalato a motivo ondulato, un cippo a clava capovolto nel sagrato della chiesa. 
Gli ornamenti di buon livello utilizzati nel monastero sono simili a quelli presenti presso la cattedrale di San Cerbone di Massa-Marittima.
Nella campagna di scavo del 2003 sono stati individuati molti frammenti di ceramica e ne sono stati catalogati 2025, di provenienza pisana e del Valdarno, con la presenza anche di frammenti di area mediterranea. 
A causa dei numerosi saccheggi clandestini avvenuti in età moderna molto materiale è stato perduto.

### I ritrovamenti umani
Molte sepolture sono state individuate e studiate nel corso delle campagne di scavo, inoltre sono stati rinvenuti molti scheletri in riduzione, cioè non interi ma molto frammentati, dovuti ai vari lavori che si sono seguiti nel corso dei secoli. 
Un corpo maschile di 22/25 anni era inumato in una fossa definita da muratura situata davanti al sagrato: oltre al suo scheletro intero si sono ritrovate altre riduzioni di quattro individui.
All’interno della chiesa sono stati ritrovati altri tre scheletri in riduzione e un’altra fossa definita da muratura era collocata esternamente sul fianco settentrionale della chiesa. 
Sempre all’interno della chiesa, davanti all’abside più grande, è stato scoperto uno scheletro intero inumato in una fossa senza delimitazioni murarie, probabilmente dentro una cassa lignea completamente persa, della quale si sono recuperati trenta chiodi di ferro. Gli studi scientifici sullo scheletro hanno decretato che il corpo apparteneva ad una giovane donna di età compresa tra i 22 e i 25 anni, alta 160 cm,  presumibilmente di ceto nobile perché aveva un orecchino d’oro come corredo; le analisi delle ossa del bacino e degli arti inferiori hanno inoltre rivelato che era dedita a notevole attività fisica: molto probabilmente andava a cavallo.